# Aclens
Aclens est une commune suisse du canton de Vaud, située dans le district de Morges.

## Géographie

Vue aérienne (1964).

Le centre d'Aclens est situé à 7 km à vol d'oiseau au nord de Morges, chef-lieu de district. La superficie du territoire communal est de 3,92 km2. Le point le plus haut de la commune est à 515 mètres d'altitude.
Le territoire communal s'étend principalement sur un plateau à l'ouest du Gros-de-Vaud et de la Venoge, en hauteur par rapport à la vallée de cette dernière. L'ouest de la commune est situé en amont, se trouvant une cinquantaine de mètres au-dessus du centre du village, situé à 461 mètres d'altitude, c'est là que se trouve le plus haut point de territoire communal, appelé Trente Chiens, qui culmine à 515 mètres d'altitude. Le nord de la commune est clairement délimité par la Senoge, affluent de la Venoge. La partie sud de la frontière oriental est délimitée par la Venoge, endroit le plus bas de la commune, à 406 mètres d'altitude, remontant ensuite au-dessus de vallée en direction du nord. Le sud se trouve en plein sur le plateau cité plus haut, aux environs de 460 mètres d'altitude, la frontière n'est à cet endroit délimité par aucune variation du terrain.
En 1997, 13 % du territoire est constitué de terrain constructible et 17 % de forêts ; 70 % sont consacrés à l'agriculture. Les champs prédominants largement le territoire communal, les forêts et zones naturelles se concentrent principalement le long des cours d'eau, plus quelques bosquets vers la limite ouest et est de la commune; la végétation est principalement constituée par des feuillus. Le village proprement dit se trouve au centre du territoire communal.
Les communes voisines d'Aclens sont : Gollion au nord, Vullierens à l'ouest, Saint-Saphorin-sur-Morges au sud-ouest, Romanel-sur-Morges au sud, Bremblens au sud-sud-est, Bussigny au sud-est, dans le district de l'Ouest lausannois, et finalement Vufflens-la-ville dans le district du Gros-de-Vaud.

## Histoire
Le territoire communal d'Aclens est habité depuis l'époque romaine, mais pas à l'endroit actuel du village, au lieu-dit En Joux ; ces trouvailles se composent de quelques murs d'habitations, découverts en 1984. Le bourg principal de la commune, semble quant à lui est apparu avant le XIVe. Les archives permettent d'apprendre l'existence d'un grand incendie en 1416. Aclens fut rattaché à la seigneurie de Vullierens à partir de 1410 jusqu'à 1665. Indépendante à partir de cette date, la municipalité fut rachetée par la ville de Morges, celle-ci comprenait alors Romanel-sur-Morges et Bremblens en son sein.
Le territoire d'Aclens comprenait au Moyen Âge le centre actuel d'Aclens et le village disparu de Chibi, où se trouvait l'église paroissiale, et de Saint-Christophe. Le moulin du Choc au bord de la Venoge, cité déjà au début du XVIIe siècle, fut longtemps la seule industrie du village agricole. La zone industrielle de la plaine de la Venoge qui existe maintenant a été construite à partir de 1960.

## Patrimoine bâti
Église, reconstruite en 1740 et agrandie vers l’ouest en 1829 (date sur la porte), l’édifice étant alors pourvu d’une façade d’esprit baroque et sommé d’un clocheton. Restauration intérieure en 1935 par Zaugg et Blanc, dans le style Art Nouveau, avec carrelage au sol évoquant un tapis, et plafond peint à motifs géométriques. Une plaque, sous la galerie de l’orgue, rappelle cette étape. Vitraux du chevet signés CR (Casimir Reymond).

## Transports
La commune est uniquement accessible par la route, elle est reliée au sud à Morges, au nord à Cossonay et au sud-est à Bussigny. Des bus (MBC) la desservent régulièrement.

### Gentilé et surnom
Les habitants de la commune se nomment les Aclenais.
Ils sont surnommés les Escargots et aussi les Frères, en raison des nombreux mariages entre habitants.

#### Évolution de la population
Aclens compte 557 habitants au 31 décembre 2022 pour une densité de population de 143 hab/km2. Sur la période 2010-2019, sa population a augmenté de 16,2 % (canton : 12,9 % ; Suisse : 9,4 %).  

#### Pyramide des âges
En 2020, le taux de personnes de moins de 30 ans s'élève à 34,8 %, similaire à la valeur cantonale (35 %). Le taux de personnes de plus de 60 ans est quant à lui de 20,7 %, alors qu'il est de 21,9 % au niveau cantonal.
La même année, la commune compte 287 hommes pour 244 femmes, soit un taux de 54 % d'hommes, supérieur à celui du canton (49,1 %).
| Hommes | Classe d’âge | Femmes |
| ------ | ------------ | ------ |
| 1,0    | 90 ans ou +  | 1,2    |
| 5,2    | 75 à 89 ans  | 5,7    |
| 13,9   | 60 à 74 ans  | 14,3   |
| 22,0   | 45 à 59 ans  | 21,3   |
| 24,4   | 30 à 44 ans  | 21,3   |
| 16,4   | 15 à 29 ans  | 20,5   |
| 17,1   | - de 14 ans  | 15,6   |

| Hommes | Classe d’âge | Femmes |
| ------ | ------------ | ------ |
| 0,5    | 90 ans ou +  | 1,4    |
| 6,1    | 75 à 89 ans  | 8,2    |
| 13,3   | 60 à 74 ans  | 14,3   |
| 21,5   | 45 à 59 ans  | 21,2   |
| 22,0   | 30 à 44 ans  | 21,4   |
| 19,6   | 15 à 29 ans  | 18,0   |
| 16,9   | - de 14 ans  | 15,5   |

## Personnalités liées à la commune
- Roger Barilier (1914-2005), musicien, pasteur, compositeur et écrivain.